# Нокс мюзик
NOX Music е музикална компания от Москва, Русия.
Нокс в името е съкращение от Национална обединена културна общност (на руски: Национальное объединённое культурное сообщество)
Компанията продуцира поп изпълнители. Създадена е от продуцента Йосиф Пригожин през 2000 година.

## Изпълнители

### Солови изпълнители
- Авраам Руссо[1]
- Александър Маршал[2]
- Александър Серов
- Алексей Глъзин
- Альона Свиридова
- Валери Дидюля
- Валери Сюткин
- Валерия
- Варвара
- Вахтанг Кикабидзе
- Виктор ДиДюЛя
- Евгени Осин
- Елена Есенина
- Женя Малахова
- Кристина Орбакайте[3]
- Маша Распутина
- Наталия Власова
- Наталия Подолская
- Николай Носков[4]
- Паскал
- Роман Трахтенбърг
- Руслан Алехно

### Оркестри, дуети и групи
- 2+2
- А'Студио
- Горки Парк
- Дюна
- Квартал
- Король и Шут